# Nico and the Niners
Nico and the Niners — песня, написанная и записанная американским музыкальным дуэтом Twenty One Pilots. Была выпущена 11 июля 2018 года как один из синглов с их пятого студийного альбома «Trench» (2018) вместе с «Jumpsuit». Песня была № 79 в чарте US Billboard Hot 100.

## Сюжет
Эта песня — мрачная история об альтернативной реальности в рамках альбома. Клип показывает нам фронтмена группы — Тайлера, который живёт в ужасном городе-крепости под названием Дема. Дема — это наша депрессия. Городом управляют девять злых епископов, чья единственная цель — не дать жителям города покинуть город. Тайлер, чья основная цель состоит в том, чтобы сбежать из города, в конечном итоге получает помощь от повстанческой группы под названием «Бандито».
«Бандито» помогают ему бежать из злого города, посоветовав надеть жёлтый комбинезон, чтобы епископы, которые не видят того, что окрашено в жёлтый цвет, не могли его обнаружить.
Несмотря на то, что песня заверяет людей, что они могут победить своих демонов (депрессию) и быть свободными, в тексте говорится, что не каждый, кто находится в плену у Демы, получает возможность сбежать, как Тайлер. Некоторым никогда не удастся сбежать от епископов. Это означает, что не все, кто борется с депрессией, добьются успеха. В этой строчке из песни все сказано: «Мы победим, но не все выберутся».

## Чарты
«Nico and the Niners» дебютировали в чарте Bubbling Under Hot 100 Singles на 6-м месте и Hot Rock Songs на 9-м месте с 19 000 проданными копиями. Песня достигла максимума, заняв 79-е место в Billboard Hot 100, 7-го места в Hot Rock Songs и 88-го места в UK Singles Chart.

## Музыканты
- Тайлер Джозеф — вокал, бас, синтезаторы, гитара, программирование, укулеле
- Джош Дан — ударные, перкуссия
- Адам Хокинс[англ.] — сведение